# غنام الجمهور
غنّام علي حمدان الجمهور المطيري، (1931[بحاجة لمصدر] - 8 مارس 2022)؛ سياسي كويتي، ونائب سابق في مجلس الأمة الكويتي.

## السيرة البرلمانية
خاض انتخابات مجلس الأمة الكويتي 1963 في الدائرة الخامسة، وحصل على 309 أصوات وحل بالمركز الرابع عشر وخسر بالانتخابات، ولكنه فاز بعدها في الانتخابات التكميلية، وشارك في انتخابات مجلس الأمة الكويتي 1967 في الدائرة الرابعة، وحصل على 474 صوت وحل بالمركز التاسع وخسر بالانتخابات، وشارك في انتخابات مجلس الأمة الكويتي 1971 في الدائرة الرابعة، وحصل على 734 صوت وحل بالمركز الخامس وفاز بالانتخابات، وشارك في انتخابات مجلس الأمة الكويتي 1975 في الدائرة الرابعة، وحصل على 657 صوت وحل بالمركز العاشر وخسر بالانتخابات، وشارك في انتخابات مجلس الأمة الكويتي 1981 في الدائرة السادسة عشر، وحصل على 220 صوت وحل بالمركز الخامس وخسر بالانتخابات، وشارك في انتخابات مجلس الأمة الكويتي 1985 في الدائرة السادسة عشر، وحصل على 489 صوت وحل بالمركز الرابع وخسر بالانتخابات، وشارك في انتخابات مجلس الأمة الكويتي 1992 في الدائرة الخامسة عشر، وحصل على 1165 صوت وحل بالمركز الثاني وفاز بالانتخابات، وشارك في انتخابات مجلس الأمة الكويتي 1996 في الدائرة الخامسة عشر، وحصل على 1368 صوت وحل بالمركز الثاني وفاز بالانتخابات، وشارك في انتخابات مجلس الأمة الكويتي 1999 في الدائرة الخامسة عشر، وحصل على 720 صوت وحل بالمركز السادس وخسر بالانتخابات.

## وفاته
توفي غنام الجمهور، ظهر يوم الثلاثاء 8 مارس 2022 الموافق 5 شعبان 1443 هـ عن عمر ناهز 91 عامًا.

## وصلات خارجية
- غنام الجمهور على قاعدة بيانات السياسيين الكويتيين.